# Pałac Sobieskich w Lublinie
Pałac Sobieskich – pałac w Lublinie wybudowany w XVI a przebudowany w XVII wieku, znajdujący się przy ul. Bernardyńskiej 13.
Pierwotnie był to okazały dwór zbudowany w 2 poł. XVI wieku przez wojewodę lubelskiego Marka Sobieskiego - dziada przyszłego króla. W końcu XVII wieku został rozbudowany i przebudowany i należał do Jana III Sobieskiego. Po jego śmierci w 1696 został podzielony pomiędzy jego dwóch synów. W XVIII w. posiadłość użytkowali Radziwiłłowie, jednak brak jest jednoznacznych przesłanek, czy był ich własnością, czy tylko pozostawał w ich użytkowaniu.
Budynek stopniowo podupadał i w 1804 został zakupiony na licytacji przez Tomasza Trojeckiego. W 1811 Trojecki przekazał w darze budynek prawnikowi Dominikowi Boczarskiemu, który przebudował go na młyn. W latach 1843–1844 Boczarski nadbudował młyn oraz dobudował piekarnię (część lewej oficyny). W 1852 roku zbankrutował, a rok później pałac został zakupiony na licytacji przez Witolda i Konstantego Brzezińskich. W 1863 zmodernizowali oni młyn, przerabiając go na parowy, jednak i oni wkrótce zbankrutowali, a młyn pełnił funkcje mieszkalne. 
W 1884 pałac został kupiony na kolejnej publicznej licytacji przez J. Strochocińskiego, który przebudował go na cele mieszkalne, podwyższając o dwie kondygnacje. Wnętrza ozdobiono sztukateriami, a całości nadano wygląd eklektyczny. W 1888 pałac został zakupiony przez Bronisławę Vetterową. W 1895 nadbudowano oficyny.
W 1905 w budynkach pałacowych rozpoczęło działalność Prywatne Gimnazjum Żeńskie Heleny Czarnieckiej, które mieściło się tu do czasu wybuchu drugiej wojny światowej. W części pomieszczeń mieściły się sklepy oraz zakłady usługowe. W 1927 nieruchomość kupiona została przez T. Karszo-Siedlewskiego. Po wybuchu wojny w 1941 pałac został przejęty pod zarząd Generalnego Gubernatorstwa (okresowo szpital). Po 1944 mieściła się w nim siedziba komitetu centralnego PPR oraz mieszkania.
Obecnie stanowi własność Politechniki Lubelskiej. Jest to barokowy budynek z wielką kopułą na samym środku gmachu, ozdobioną wieloma figurami i nawiązującą już do rokoka.